# トビムシ目
トビムシ目（粘管目、弾尾目、Collembola）は、節足動物門六脚亜門内顎綱 (Entognatha) を構成する3目のうち1目である。内顎綱は昆虫に近縁でより原始的なグループで、ほかにコムシ目とカマアシムシ目が含まれ、昆虫とあわせて六脚類をなす。
特徴的な跳躍器でよく飛び跳ねるものが多いので、この名がある。森林土壌中では1m2あたり数万個体と極めて高い密度に達する。
基本的な構造には昆虫と共通する点が多いが、跳躍器や粘管などの独特の器官をもち、触角に筋肉があるなど特異な特徴を備えている。

## 形態
様々な形のものがあり、例外は多いが、一般には一対の長い触角を持ち、体は細長く、胸部3節には各1対、計3対の足がある。これらの点は、昆虫の標準的な構造である。特殊な点としては、通常の昆虫では腹部に11の体節があるのに対して、トビムシでは6節のみしかない。また腹部下面にはこの目の旧名の元になった腹管（粘管）という管状の器官がある。これは体内の浸透圧を調整する機能を持つといわれている。また、腹部第4節には2又になった棒状の器官がある。この器官は叉状器(または跳躍器)と呼ばれ、普段は腹部下面に寄せられ、腹面にある保持器によって引っかけられている。捕食者などに遭遇した際にはこの叉状器が筋肉の収縮により後方へと勢いよく振り出され、大きく跳躍して逃げることができる。
世界で3,000種以上が記載されており、日本国内では14科103属約360種が報告されている。分類は形態的特長によって行われている。
さまざまな姿のものがあるが、代表的なものは、次のような形のものである。
- ツチトビムシ科は温帯林の有機物堆積層において最も一般的なグループで、種数も多い。又状器の長さや体色などは種によりさまざまである。
- トゲトビムシ科やアヤトビムシ科は体長と同じくらいの触角と又状器を持ち、活発に跳ね回る。地上表層性または樹上性のものが多い。
- シロトビムシ科は眼が退化しており、しばしば色素および又状器も欠けており、土壌中での生活に適応している。体表に多数の擬小眼（防御物質の分泌腺）を備えている。
- ムラサキトビムシ科は、太めの体に短い触角と足および又状器をもつ。体色は紫ないし褐色。高い集合性を持つ。キノコを食害することがある。
- イボトビムシ科は楕円形で偏平な体形を示し、触角や足は短く、体表面にイボ状の突起をこうむる。派手な色調を持ったものも多い。
- マルトビムシ科は、丸っこい頭と膨らんだ腹部をやや幅の狭い胸部でつないだ形で、触角、足、又状器は長め。体節が違いに融合している。

## 生活史
変態せず、脱皮を繰り返して成長する。成熟後も脱皮を繰り返す。多くの場合、年多化であり温帯では年間3-6世代が経過する。一部に夏季の乾燥を避けるために夏眠をする種もおり、これは年一化性の種である。
基本的には交接は行わず、雄は土の表面に精包を置き、雌がそれを拾い上げることで受精が行われる。ただしマルトビムシの一部ではオスが触角をつかってメスの触角をつかみ、後脚を使って直接精包を受け渡すものもある。また、交尾を経ないで繁殖する単為生殖を行う種が知られており、深層性の生活を行うものに多くみられる。

## 生息環境

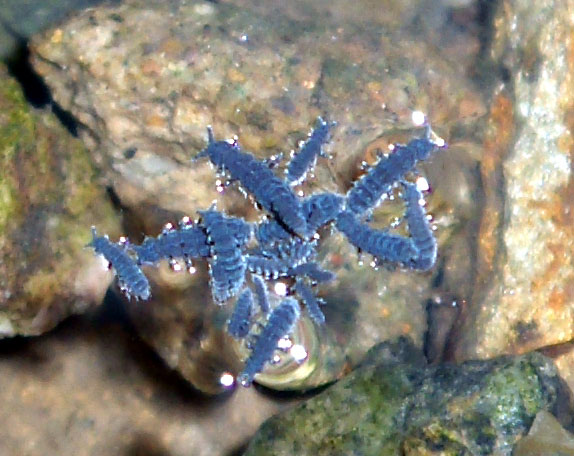
上から見たイボトビムシ科の一種Anurida maritima

乾燥に弱く、水湿地や土壌などに生息する。特に土壌中に生息するものが多く、土壌中の個体数はササラダニと並んで節足動物では最も数が多いものである。まれに畑地などに大発生し、辺り一面を埋め尽くして人を驚かす種がある。ほかに、海岸・洞穴・アリの巣に住むものもある。
北アメリカにはある種のシロアリの兵アリの頭の上に住み、兵アリが働きアリから餌をもらう時、わきから食べるトビムシが知られている。
食性は多くの種が雑食で、落ち葉や腐植を中心に食べるものが多く、真菌の菌糸や胞子・バクテリア・藻類・花粉・線虫なども摂食することが報告されている。
ある種のトビムシは、雪解けの時期に大発生をするものがあり、ユキノミと呼ばれる。場合によっては数メートルにわたって雪の表面が真っ黒になり、窪みにたまったトビムシはスプーンですくえるほどになる。

## 生態系における機能
トビムシ目は森林林床などの堆積腐植層において、有機物の分解過程の重要な構成要素となっている。土壌分解系において有機物を摂食するが、実際には、一緒に摂食している微生物（主に真菌）を経由して主要なエネルギーを得ている二次分解者にあたる。排泄された糞粒を培地にして再び微生物が繁殖するため、微生物はトビムシ（やササラダニ）により摂食されても容易に現存量は減少せず、むしろトビムシにより土壌分解系の回転が促進される。このプロセスを通じて植物遺体の砕片化と無機化が進行する。トビムシを摂食する動物は多く食物連鎖のボトムとして重要である。